# دومينيك أشيرباوير
دومينيك أشيرباوير (بالألمانية: Dominik Ascherbauer) مواليد 21 أغسطس 1989 في لينتس، هو لاعب كرة يد نمساوي يلعب كجناح أيسر. مثل منتخب النمسا لكرة اليد.

## سجل المنافسة
شارك في البطولات التالية:
- بطولة العالم لكرة اليد للرجال 2015

## روابط خارجية
- دومينيك أشيرباوير على موقع الاتحاد الأوروبي لكرة اليد (الإنجليزية)